# دم‌شلاقی آناناسی
دم‌شلاقی آناناسی (نام علمی: Idiolophorhynchus andriashevi) نام یک گونه از تیره دم‌شلاقی است.